# Баян-Ундэр (Баянхонгор)
Баян-Ундэр (монг. Баян-Өндөр) — сомон аймака Баянхонгор в Южной Монголии, площадь которого составляет 16 891 км². Численность населения по данным 2006 года составила 2 559 человек. Своей южной частью сомон граничит с Китайской Народной Республикой.
Центр сомона — посёлок Булган, расположенный в 276 километрах от административного центра аймака — города Баянхонгор и в 896 километрах от столицы страны — Улан-Батора.

## География
В сомоне расположены вершины Баян-Ундур (2711 м), Хух Ус (2048 м), Эдрэн (1821 м), Суман Хайрхан (1788 м). Между этими горами находятся протоки Дэрсний, Цэнхэр, Ланзат, Шалын.
Климат резко континентальный. Средняя температура января −15°С, июня +20°-25°С, средняя ежегодная норма осадков 150—200 мм.
Степная и каменистая поверхность района покрыта полевой растительностью.
Среди животных, обитающих здесь, встречаются дикие бараны, дикие козлы, косули, куланы, волки, лисы, дикие степные кошки, зайцы.
В сомоне имеются богатые залежи каменного угля и хрусталя.